# Dong (divisão administrativa)
Um dong é a menor unidade administrativa dos distritos (gu; 구) e das cidades (si) que não são divididas em wards em toda a Coreia. A unidade é frequentemente traduzida como bairro e existe na Coreia do Norte e Coreia do Sul.

## Na Coreia do Sul
Um dong é o menor nível de governo urbano a possuir seu próprio escritório (sede) e funcionários na Coreia do Sul. Em alguns casos, um único dong legal (법정동, beopjeong-dong) é dividido em vários dongs administrativos (행정동, haengjeong-dong). Nesses casos, cada dong administrativo possui seu próprio escritório e funcionários. Dongs administrativos são geralmente distinguidos uns dos outros pelo número (como no caso de Myeongjang 1-dong e Myeongjang 2-dong).
A principal divisão de um dong é o tong (통; 統), mas divisões a este nível e abaixo são raramente usadas na vida diária. Alguns dongs populosos são subdivididos em ga (가; 街), que não é um nível separado do governo, mas existem apenas para uso em endereços. Muitas das principais vias de Seul, Suwon e outras cidades também são subdivididas em ga.